# 硒酸铅
硒酸铅是铅的硒酸盐，化学式为PbSeO4。

## 制备
硒酸铅可由四氧化三铅和二氧化硒的混合物与过氧化氢反应得到。硒酸铅难溶于水，也能通过沉淀得到：
Pb2+
 + SeO2−
4 → PbSeO
4↓